# Loretta Clemens Tupper
Loretta Nellie Clemens Tupper (6 de mayo de 1906-17 de septiembre de 1990) fue una cantante, pianista y actriz de vodevil y radio estadounidense, que más tarde añadió a su impresionante repertorio apariciones en televisión y cine. Al principio de su carrera era conocida como Loretta Clemens y en su carrera posterior fue conocida como Loretta Tupper. Apareció en numerosos anuncios de televisión y fue famosa por interpretar a la anciana en los anuncios de televisión de Fruit of the Loom de la década de 1980. Fue un personaje del programa de televisión PBS Sesame Street llamado Mrs. Mae Trump en la década de 1980. Interpretó pequeños papeles en numerosas películas.

## Primeros años de carrera
A principios de la década de 1930, Loretta y su hermano Jack Clemens tocaban música en una banda llamada Loretta y Jack. Grabaron varias canciones, entre ellas "Stop! You're Breaking My Heart" del álbum Jazz Guitar Varieties, escrita por Ted Koehler y Burton Lane, "(What Did I Do To Be So) Black and Blue" escrita por Harry Brooks y Andy Razaf y compuesta por Thomas "Fats" Waller, del álbum Jazz Guitar Varieties y "Just A Little Girl" escrita por S. B. Fishburne. A principios de la década de 1930, Loretta fue miembro de un grupo de trío llamado The Triolettes, junto con Eunice Miller y Marjorie Sullivan.

## Programas de radio
Jack y Loretta Clemens también protagonizaron The Gibson Family, una serie radiofónica de comedia musical de una hora de duración en NBC desde 1934 hasta 1935. El programa no tuvo buenos resultados de audiencia, y en 1935 fue reelaborado y rebautizado como Uncle Charlie's Tent Show.  Aunque el formato había cambiado, muchos de los personajes de The Gibson Family estaban en la nueva versión del programa. Jack y Loretta Clemens permanecieron en el programa, interpretando los mismos personajes que interpretaban originalmente. El programa "Uncle Charlie's Tent Show" se emitió durante menos de tres meses antes de ser cancelado.
Desde 1933 hasta 1939, Jack y Loretta Clemens tuvieron su propio programa, Jack y Loretta Clemens, un dúo de hermanos que cantaban al piano y se emitía en varias cadenas, como la NBC, la CBS, la Blue Network y la Blue. El programa duraba 15 minutos y se emitía hasta seis veces por semana.
Entre 1934 y 1937 Loretta cantó en el programa de radio de la NBC Johnny Presents. En 1936 Jack y Loretta protagonizaron el programa de radio Studio 7, que se emitía tres veces por semana en la NBC. Se interpretaron a sí mismos en la película musical de 1937 Vitaphone Frolics.

## Vida personal, carrera posterior y premios
En algún momento de la década de 1930, Loretta se casó con el violinista, músico de jazz y arreglista de big band Fredrick H. Tupper, que nació el 5 de octubre de 1904 y murió el 31 de mayo de 1974. En 1942, dio a luz a su hija, Rettadel Tupper, y decidió semiretirarse del mundo del espectáculo. Abrió una escuela de talentos en Queens, Nueva York, donde enseñó a futuras estrellas, como Eileen Brennan. En 1969, el padre de una de sus alumnas le hizo unas fotos y las envió a unos agentes de Nueva York. Poco después, la Sra. Tupper tuvo su primer papel de actriz anunciando por Parker Pen. Tras la muerte de su marido, volvió al mundo del espectáculo y apareció en numerosos anuncios de televisión y en pequeños papeles en películas. Los directores la apodaron One-Take Tupper por su capacidad para completar su papel en una sola toma.  En 1977 ganó un premio Clio por su primer anuncio de Fruit of the Loom. Participó en numerosos anuncios, como los de Hertz, The New York Yankees, Midas Muffler, Audi y Morton's Doughnuts. En 1985 ganó otro premio Clio por su trabajo en un anuncio para los Baltimore Orioles. Trabajó de forma constante hasta los dos últimos años de su vida.
En 1985, tuvo un pequeño papel como propietaria de una tienda de música en la película de Woody Allen The Purple Rose of Cairo.